# パラドックスの瞬間
『パラドックスの瞬間』（パラドックスのとき、Paradox）は、ダリル・ハンナが脚本・監督を務め、ニール・ヤングと彼の現在のバックバンドであるプロミス・オブ・ザ・リアルが出演した2018年のアメリカのミュージカル映画。この映画に合わせて、ヤングとバンドによるサウンドトラック・アルバム『パラドックスの瞬間 (オリジナル・サウンドトラック)』がリリースされた。

## あらすじ
無法者の一団が山奥に隠れている。一行は宝探しに明け暮れながら、満月が魔法をかけ、音楽を奏で、精霊を飛ばすのを待つ。

## キャスト
- 「The Man In The Black Hat（黒い帽子の男）」 - ニール・ヤング
- 「Jail Time（ジェイル・タイム）」 - ルーカス・ネルソン
- 「Particle Kid（パーティクル・キッド）」 - マイカ・ネルソン
- 「"Cookie" McCormick（クッキー・マコーミック）」 - コリー・マコーミック
- 「Happy（ハッピー）」 - アンソニー・ロジャーフォ
- 「Tato（タトー）」 - タトー・メルガー
- 「Red（レッド）」 - ウィリー・ネルソン
- 「"Cowboy" Elliot（カウボーイ・エリオット）」 - エリオット・ロバーツ
- 「Lady（レディー）」 - ヒラリー・シェパード
- 「Snowbear（スノーベア）」 - デイブ・スノーベア・トムス
- 「Weed（ウィード）」 - チャリス・フォード

## 公開
この映画は、2018年3月15日に開催された2018年サウス・バイ・サウスウエスト映画祭でプレミア上映された。その後、2018年3月23日に全世界のNetflixで公開された。

## 評価
批評サイトRotten Tomatoesでは、7件の批評に基づく支持率は29％、平均評価は3.9/10である。 Metacriticでは、4人の批評家による加重平均スコアは100点満点中31点で、「概して不評 」である。